# Lípy u kostela v Zelené Lhotě
Lípy u kostela v Zelené Lhotě jsou památné stromy v Zelené Lhotě u Nýrska. Obě lípy velkolisté (Tilia platyphyllos) rostou před barokním kostelem sv. Wolfganga z 18. století. Jejich kmeny mají obvod 484 a 461 cm, koruny dosahují do výšky 28 a 30 m (měření 2003). Lípy jsou chráněny od roku 1995 pro svůj vzrůst a jako součást památky.

## Památné a významné stromy v okolí
- Zelenské lípy, při silnici ze Zelené Lhoty na Hojsovu Stráž

## Galerie

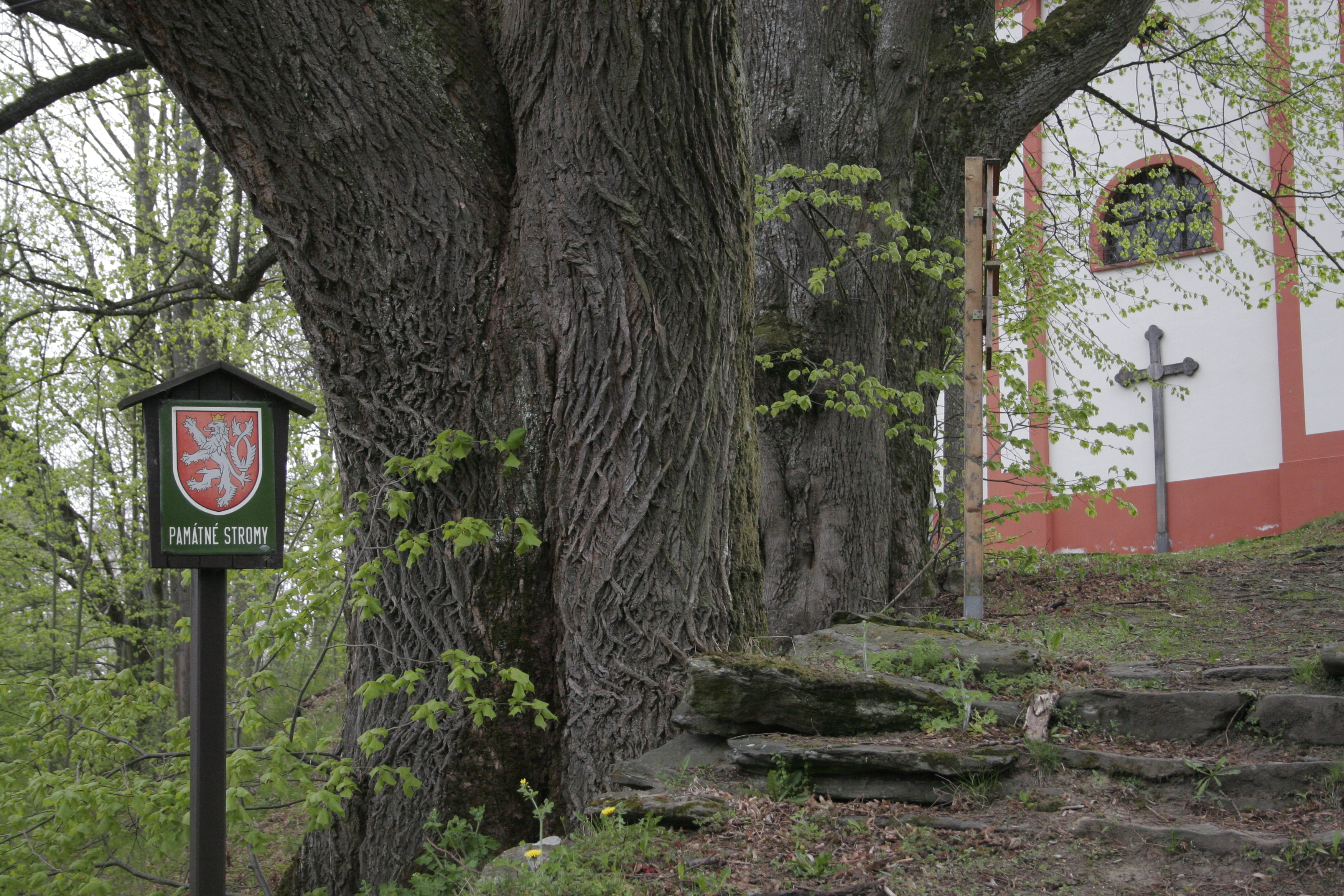
Kmen
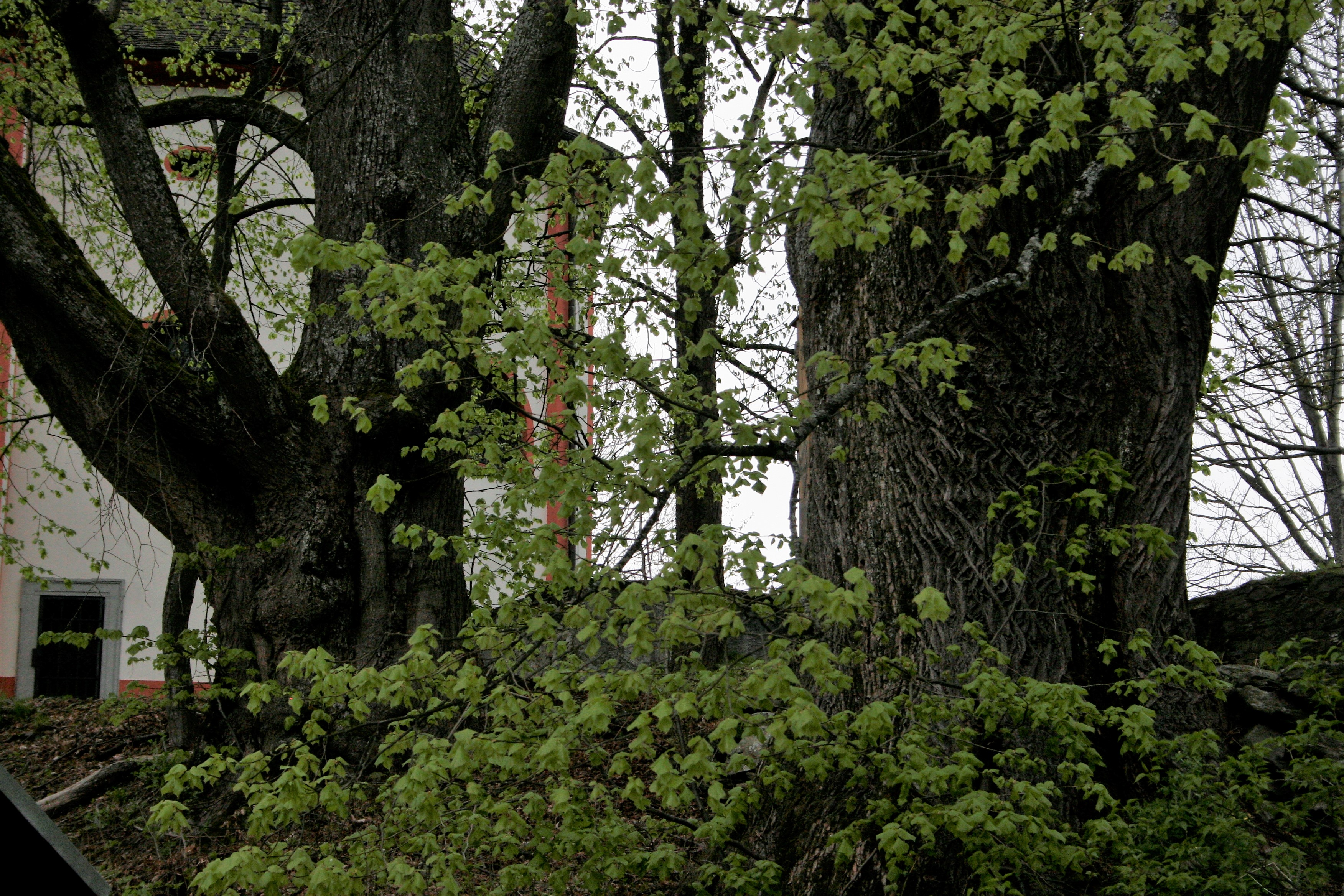
Lípy